# Kannivadi (Tirupur)
Kannivadi es una ciudad y nagar Panchayat situada en el distrito de Tirupur en el estado de Tamil Nadu (India). Su población es de 4385 habitantes (2011).

## Demografía
Según el censo de 2011 la población de Kannivadi era de 4385 habitantes, de los cuales 2138 eran hombres y 2247 eran mujeres. Kannivadi tiene una tasa media de alfabetización del 68,15%, inferior a la media estatal del 80,09%: la alfabetización masculina es del 79,89%, y la alfabetización femenina del 57,10%.